# Friedenskirche (Aue-Zelle)
Die evangelisch-lutherische Friedenskirche im Ortsteil Aue-Zelle der Großen Kreisstadt Aue-Bad Schlema ist ein großes Jugendstilgebäude im sächsischen Erzgebirgskreis.

## Geschichte
Nachdem die Kirche des Klösterleins Zelle, die seit der Auflösung des Klosters im 16. Jahrhundert als Pfarrkirche der Gemeinde Zelle benutzt wurde, für die wachsende Bevölkerung zu klein geworden war, ließ der Kirchenvorstand der evangelisch-lutherischen Kirchengemeinde Klösterlein-Zelle am Hang des Zeller Berges in dominanter Lage ein neues Gotteshaus errichten. Ein Auer Unternehmer schenkte der Kirchengemeinde das entsprechende Baugrundstück.
Die Friedenskirche wurde 1907 von den Dresdner Architekten Rudolf Schilling und Julius Graebner entworfen und von 1912 bis 1914 errichtet. Von den 270.000 Mark Baukosten wurden 35.000 Mark mit Spenden von Privatleuten und Firmen aufgebracht. Die größere Summe stammte von der Kirchengemeinde, die dafür einen Kredit aufgenommen hatte. In den ersten Jahren bis nach 1926 war Heinrich Johannes Meusel der Pfarrer der Kirche.
In der Neujahrsnacht 2007 beschossen mehrere Jugendliche die Friedenskirche mit Feuerwerkskörpern und drangen durch ein beschädigtes Fenster in das Gebäude ein. Durch Abbrennen weiterer Feuerwerkskörper im Inneren der Kirche wurden u. a. Altar, Taufbecken, Akustikanlage und Beleuchtung stark beschädigt.

## Architektur
Die quergerichtete zentralisierte Anlage wurde nach barockem Vorbild entworfen. Mehrere mit Bildhauerarbeiten umrahmte Türen führen von den vier Seiten in das Innere. Die Nordwest- und die Südosteingangstüren sind mit stilisierten Ornamenten auf Kupferblech verkleidet, über denen sich Reliefs mit Christusdarstellungen befinden. Von den Außenpfeilern zwischen den großen Kirchenfenstern schauen Steinreliefs der symbolisierten vier Evangelisten herab. Über der von Treppenhäusern flankierten Vorhalle erhebt sich der kräftige Kirchturm.

## Ausstattung

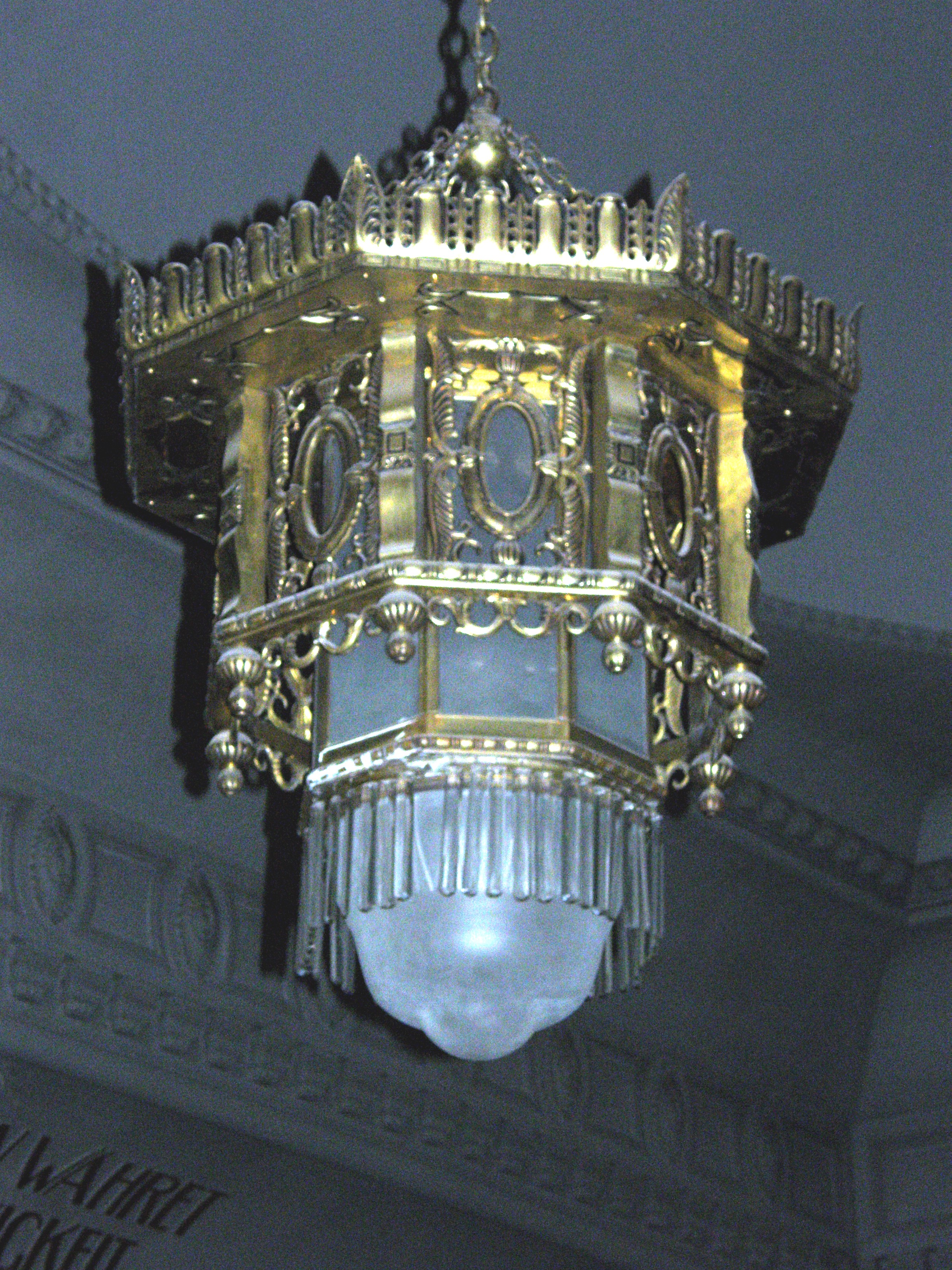
Metallene Deckenleuchte

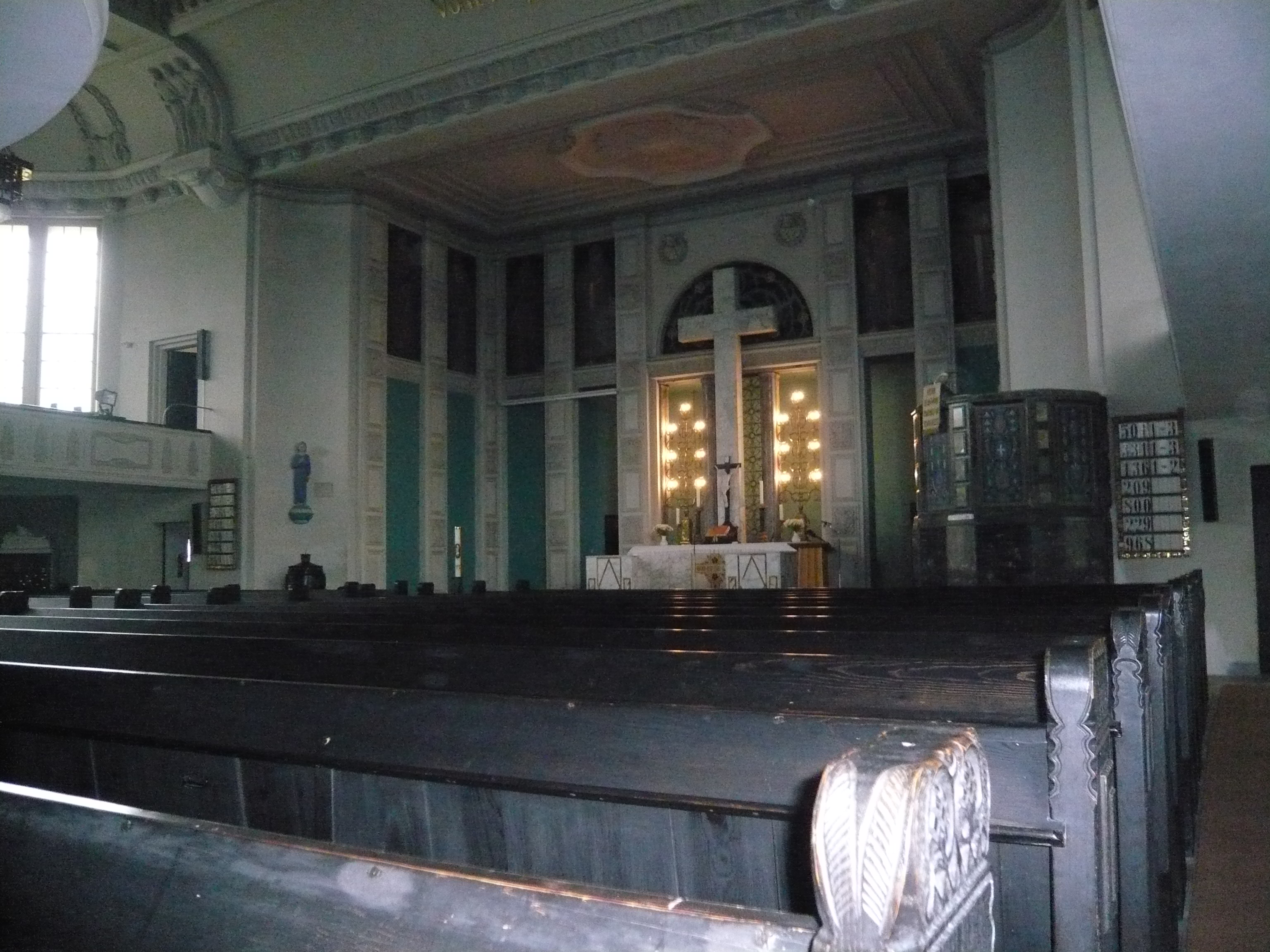
Altar, Kanzel und Kirchenbänke

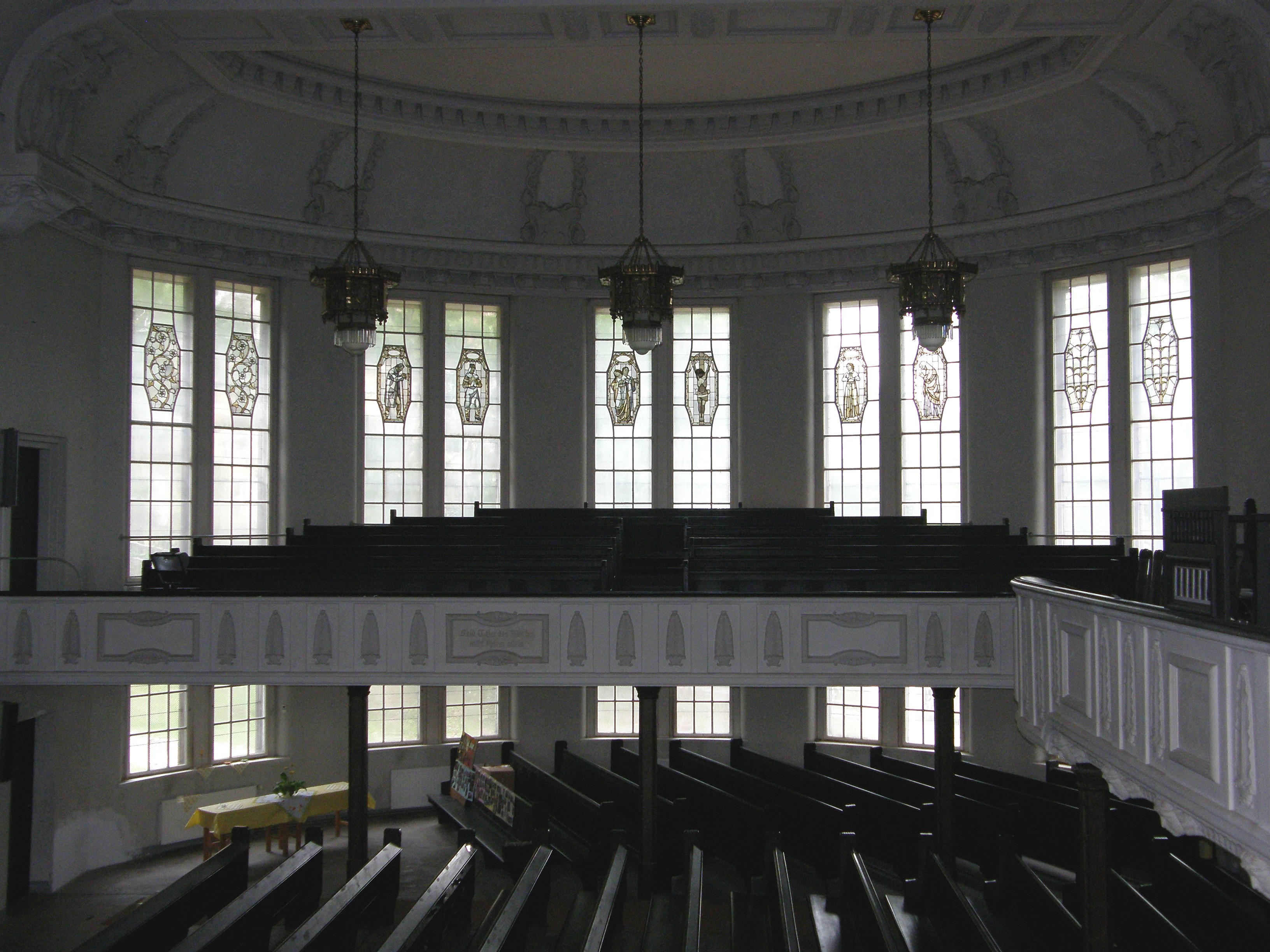
Fenster hinter der Empore

Der lichtdurchflutete ovale Innenraum ist in maßvollem Jugendstil künstlerisch anspruchsvoll ausgestattet. Die an Hunderten Stahlseilen hängende Stuckdecke ist im Zentrum als 15 Meter hohe Kuppel ausgeführt. An drei Seiten des Innenraums befinden sich eingeschossige Emporen mit barockisierenden Brüstungen auf mit Blech verkleideten Stahlträgern. Die Buntglasfenster von Karl Schulz aus Dresden zeigen Szenen aus dem Neuen Testament. Metallarbeiten für die Leuchter und die Altarrückwand komplettieren den Kirchenschmuck.
Der leicht erhöhte Altarraum ist mit Pilastern gegliedert und mit acht Ölbildern von Bernhard Müller aus Dresden versehen. Diese stellen Martin Luther bei der Bibelübersetzung, Moses mit den Gesetzestafeln, Matthäus, Petrus mit dem symbolischen Schlüssel, Johannes mit Stola und Kelch, Paulus mit Schwert, Jesajas mit einer Schriftrolle sowie Melanchthon als Kirchenlehrer dar.
Die Chorschranken sind aus schwarzem Marmor gefertigt, die schlichte Mensa mit einem hoch aufragenden Altarkreuz aus einer weißen, grau geaderten Sorte des Carrara-Marmors. Die zwei Kandelaber an der Altarwand sind wertvolle Metallschmuckarbeiten der Firma Wellner, die einen brennenden Dornbusch symbolisieren. Die runde Kuppa des Taufsteins aus einer grünen Serpentinitbrekzie ist mit Taufkindern verziert, der Deckel wird von vier schwebenden Engeln bekrönt. An der Wand dahinter ist der junge Jesus in einem Tempel dargestellt. Dieser Figur wurde in der NS-Zeit der Kopf abgeschlagen, weil er „nicht arisch genug“ aussah. Nach dem Krieg erhielt sie einen neuen Kopf.
Die Brüstung der Kanzel ist mit Mosaikflächen und massiven Stücken aus einem grünen Serpentinit verkleidet. Im byzantinischen Stil sind Symbole wie das Kreuz, die Weintraube, der Kelch, Leuchter, Taube, Dornenkrone, Kornähren und Anker ornamental eingearbeitet.
Die Fenster auf der einen Seite des Emporengeschosses stellen die Kreuzigung und die Trauer, die auf der anderen Seite die Auferstehung und das neu beginnende Leben dar. Stuckreliefs an der Emporenbrüstung zeigen Jugendstil-Engel ohne Flügel.
Seitlich neben dem Altarraum steht ein aufklappbares Kriegerdenkmal für die 172 im Ersten Weltkrieg Gefallenen der evangelisch-lutherischen Kirchengemeinde Aue-Zelle. Die Tafeln enthalten die Namen der Toten, die Klappen sind außen mit einer Pietà gestaltet, der Schmerzensmutter, die um ihren toten Sohn trauert.
Die Deckenleuchten wurden ebenfalls von der Auer Firma Wellner hergestellt.
Die Stuckdecke gibt mit einem Dreieck sowie Ähren und Wein symbolische Hinweise auf das Auge Gottes und die Dreifaltigkeit sowie das Heilige Abendmahl.

## Orgel

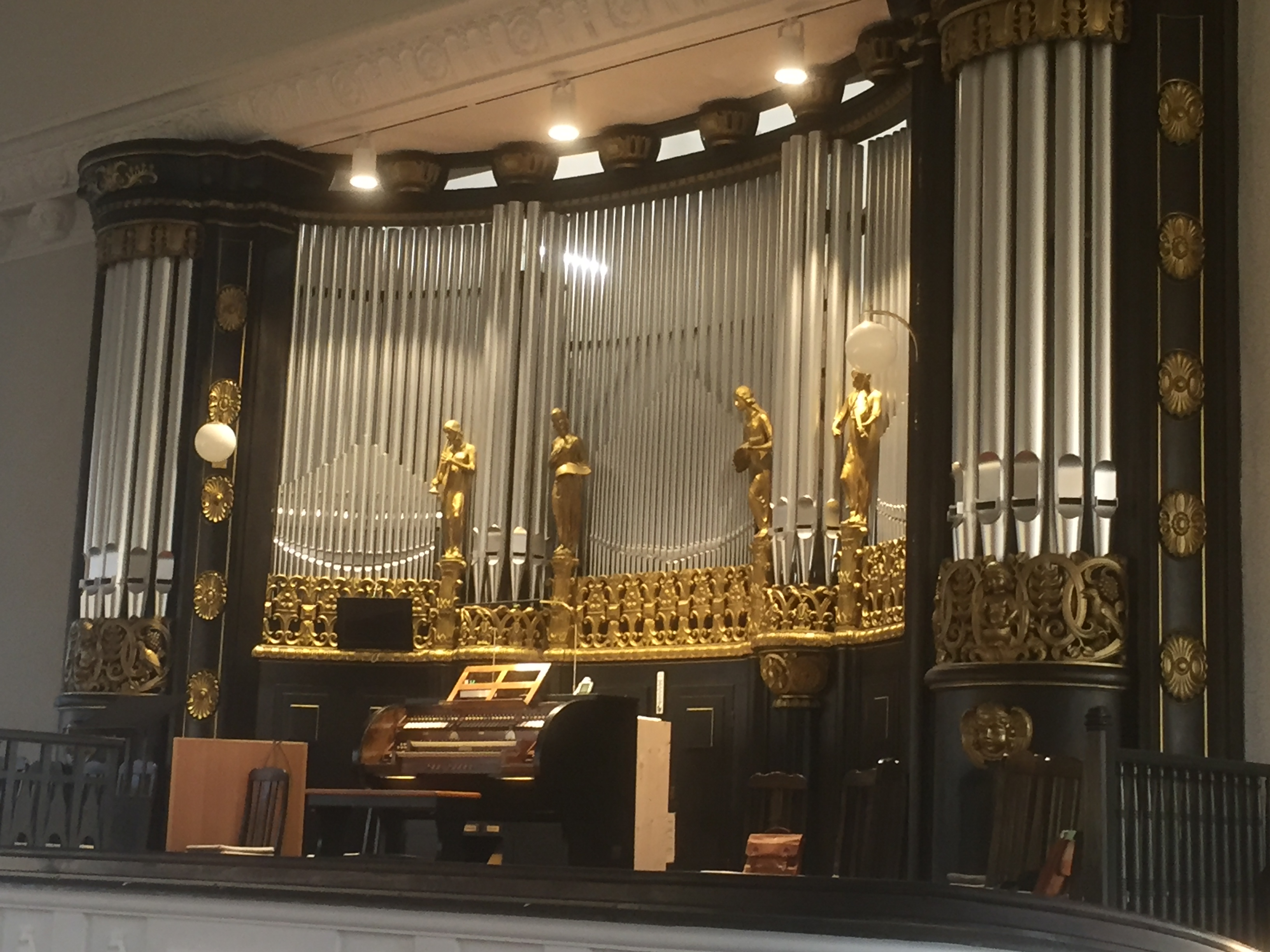
Jehmlich-Orgel

Die Orgel mit 33 Registern auf zwei Manualen und Pedal wurde 1914 von den Brüdern Emil und Bruno Jehmlich für diese Kirche gebaut. Ihr Jugendstil-Prospekt ist mit vier schlanken, musizierenden Frauengestalten verziert. Die Schnitzarbeiten stammen vom Dresdner Bildhauer H. Viehweg. Die Firma Vogtländischer Orgelbau Thomas Wolf sanierte diese Orgel 1996/97 und restaurierte sie 2018 grundlegend. Dabei wurden vier Register rekonstruiert. Die Disposition lautet wie folgt:
| I Manual C–a3 |             |       |      |
| 01.           | Bordun      | 16′   |      |
| 02.           | Principal   | 08′   |      |
| 03.           | Gambe       | 08′   | 2006 |
| 04.           | Salicional  | 08′   |      |
| 05.           | Hohlflöte   | 08′   |      |
| 06.           | Octave      | 04′   |      |
| 07.           | Gemshorn    | 04′   |      |
| 08.           | Quinte      | 2 ⁄3′ |      |
| 09.           | Octave      | 02′   |      |
| 10.           | Cornett III |       |      |
| 11.           | Mixtur IV   | 02′   |      |
| 12.           | Trompete    | 08′   |      |

| II Manual C–a3 |                       |     |      |
| 13.            | Gedackt               | 16′ |      |
| 14.            | Geigenprincipal       | 08′ | 2018 |
| 15.            | Fugara                | 08′ | 2018 |
| 16.            | Konzertflöte          | 08′ |      |
| 17.            | Gedackt               | 08′ |      |
| 18.            | Quintatön             | 08′ |      |
| 19.            | Aeoline               | 08′ |      |
| 20.            | Vox coelestis (ab c°) | 08′ |      |
| 21.            | Viola                 | 04′ | 2018 |
| 22.            | Rohrflöte             | 04′ |      |
| 23.            | Piccolo               | 02′ |      |
| 24.            | Mixtur III            | 02′ |      |
| 25.            | Oboe                  | 08′ |      |

| Pedal C–f1 |              |     |      |
| 26.        | Principalbaß | 16′ |      |
| 27.        | Violon       | 16′ | 2018 |
| 28.        | Subbaß       | 16′ |      |
| 29.        | Cello        | 08′ |      |
| 30.        | Octavbaß     | 08′ |      |
| 31.        | Octavbaß     | 04′ |      |
| 32.        | Posaune      | 16′ |      |

- Koppeln: II/I, II/I Super, II/I Sub, II/II Super, I/P, II/P
- Spielhilfen: Crescendo, Crescendo Einschalter, Koppel Ausschalter, Druckregelung Ausschalter, Rohrwerk Ausschalter, Feste Kombinationen P, MF, F, FF, zwei freie Kombinationen, Auslöser, Calcant, Schweller

## Turm mit Glocken und Uhr

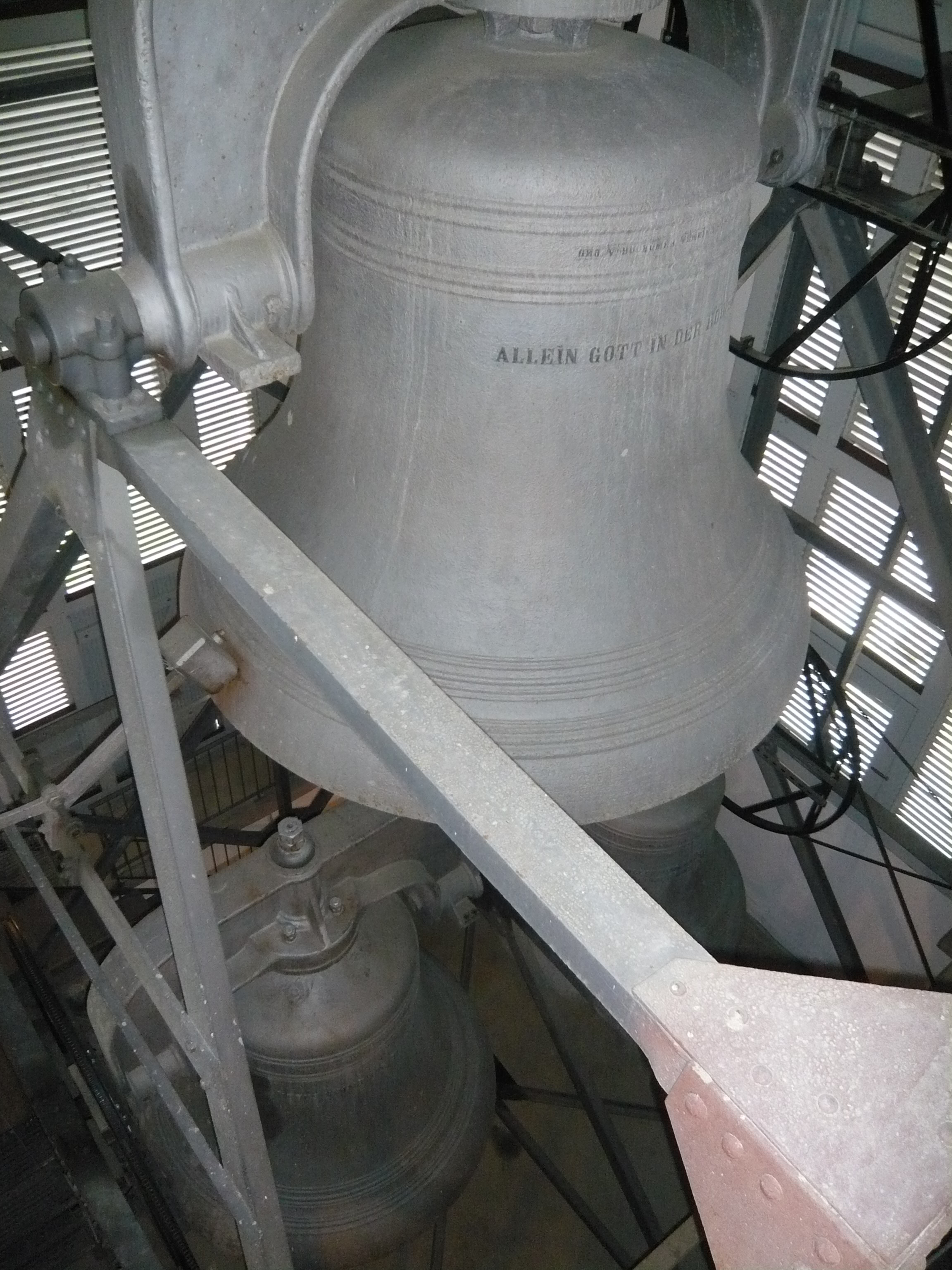
Geläut

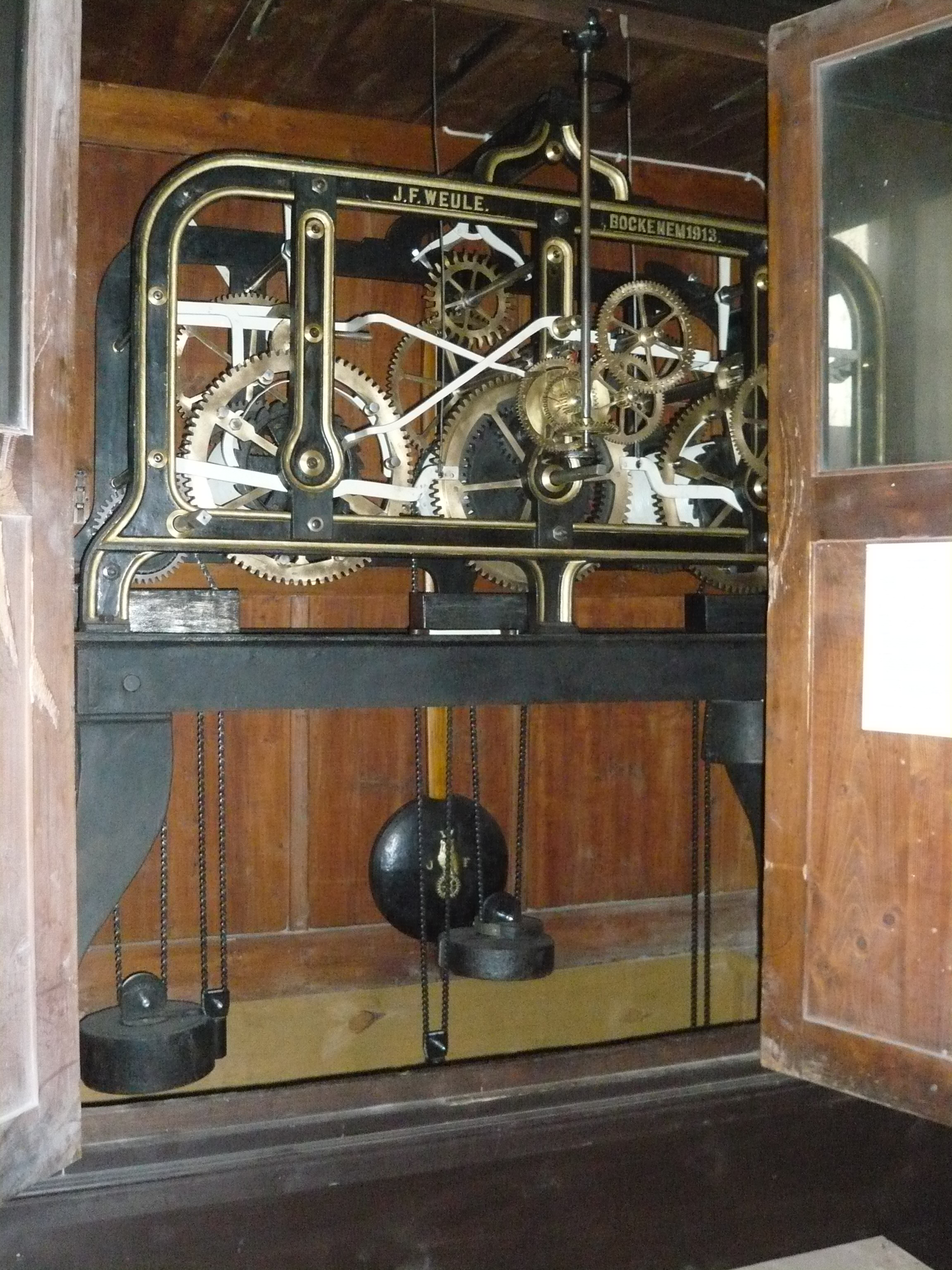
Uhrwerk

Der 50 Meter hohe Turm trägt eine gestufte, stumpf abschließende Kupferhaube und ein sechs Meter hohes vergoldetes Turmkreuz. Im Jahr 2002 wurden das Turmkreuz erneuert und die Haube mit 0,8 Millimeter starkem Kupferblech durch zwei einheimische Firmen neu gedeckt.
Traditionell wird zur Adventszeit auf dem Turm ein beleuchtetes Holzkreuz angebracht, das in der Stadt weithin sichtbar ist. Von der Friedenskirche aus erfolgt seit den 1950er Jahren das weihnachtliche Auer „Turmblasen“.
Das Geläut besteht aus drei Stahlglocken, die 1913 vom Bochumer Verein gegossen und von der Stadt Aue mit 10.000 Goldmark finanziert wurden. Es gilt als bedeutendstes Geläut der weiteren Umgebung.
In der Tradition des Angelusläutens wird die kleine Glocke (d') täglich morgens, mittags und abends geläutet. Beim Zusammenklang der 3 Glocken entsteht ein verminderter Dreiklang.
| Nr. |                 | Ø (mm) | kg   | Schlagton | Inschrift                                                      |
| --- | --------------- | ------ | ---- | --------- | -------------------------------------------------------------- |
| 1   | Kleine Glocke   | 1450   | 2100 | d'        | Alles Ding währt seine Zeit, Gottes Lieb in Ewigkeit!          |
| 2   | Mittlere Glocke | 1770   | 3250 | h°        | Jesus nimmt die Sünder an!                                     |
| 3   | Große Glocke    | 2100   | 5010 | gis°      | Allein Gott in der Höh sei Ehr, gegenüber das Auer Stadtwappen |

Die Kirchturmuhr hat das größte Uhrwerk der Stadt und der weiteren Umgebung. Es wurde von der Firma J. F. Weule aus Bockenem gebaut.

## Putzritzbild

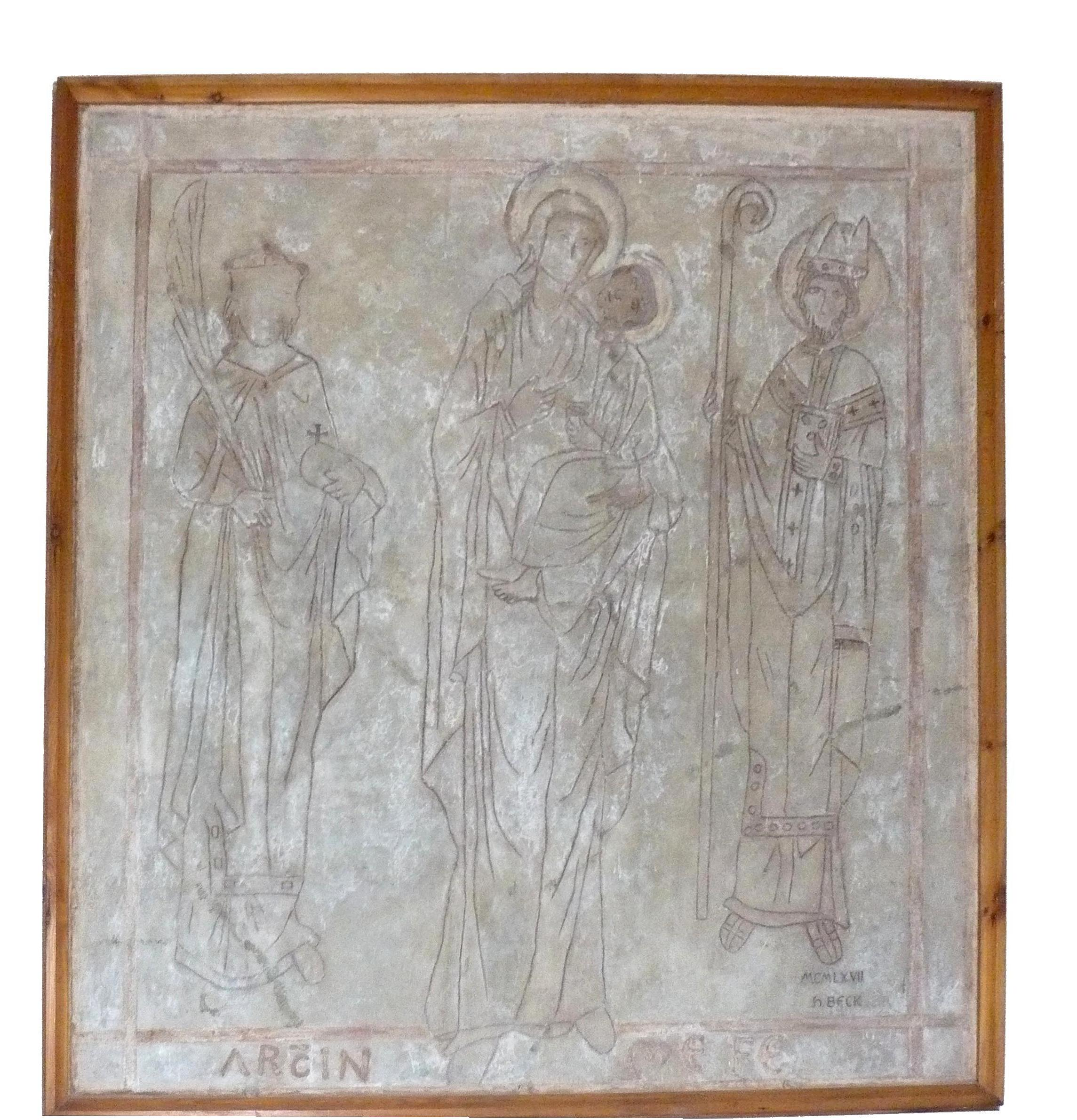
Kopie des Putzritzgemäldes der Kirche Klösterlein Zelle in der Friedenskirche Aue-Zelle

Im Vorraum des Emporengeschosses befindet sich eine 1967 vom Heimatforscher Heinz Beck originalgetreu hergestellte Kopie eines Putzritzgemäldes aus dem 13. Jahrhundert. Dieses wurde 1881 an der Ostwand der Kirche des Klösterleins Zelle entdeckt, war lange Zeit im Kloster Altzella ausgestellt und befindet sich inzwischen dauerhaft im Schlossbergmuseum Chemnitz.

## Gemeindeleben
Die Pfarrei führt außer in der Friedenskirche auch Gottesdienste im Klinikum Aue und im Altenpflegeheim auf dem Zeller Berg durch. Die Gemeindemitglieder und andere Interessierte können im Kirchenchor, im Flötenkreis oder im Posaunenchor mitwirken. Neben den üblichen kirchlichen Angeboten wie Taufen, Konfirmationen, Hochzeiten oder Beichten werden für Kinder, Jugendliche und Familien auch Gesprächs-, Lern- und Gebetskreise sowie Gemeindeausflüge durchgeführt.